# 阿部祐也 (シンガーソングライター)
阿部 祐也（あべ ゆうや、1982年6月24日 ‐ ）は、日本のシンガーソングライター。山形県河北町出身。血液型はA型。

## 来歴
- 2003年3月 - 専門学校デジタルアーツ仙台を卒業。
- 2004年1月28日 - サザーランドとしてSilent Movie」でデビュー[2]。
- 2008年4月30日 - サザーランド解散に伴い、音楽は趣味にしようと帰郷するも「このままじゃ終われない」と再び上京。
- 2010年7月24日 - 阿部祐也として「continue/ネリネ」をリリース。
- 2012年5月26日 - 「SENDAI KOFFEE CO.」にて、SIO・真田暎人と共に「ヒキタガリ3人ツアー」in 仙台を開催。その際、音響を母校である専門学校デジタルアーツ仙台が担当[3]。